# 境町 (群馬県)
境町（さかいまち）は、群馬県南東部、佐波郡にあった人口 約3万2千の町である。埼玉県との県境に位置する。
日光例幣使街道の宿場町として栄えた。2005年1月1日に（旧）伊勢崎市、赤堀町、東村とともに新設合併し、伊勢崎市となったため消滅した。
町の南部にある島村地区の中央を利根川が流れ、島村地区の北部は左岸側、南部は右岸側となっている。

## 地理

### 河川
- 利根川
- 広瀬川
- 粕川
- 早川

## 行政

### 警察
- 境警察署（大字美原15-5）

### 消防
- 伊勢崎佐波広域消防本部境消防署（大字萩原1753）

## 歴史
- 1889年4月1日 - 市制町村制施行により、境町、境村と下武士村の一部が合併して佐位郡境町が誕生。町役場は大字境510-1に置かれる。
- 1896年4月1日 - 佐位郡・那波郡が合併し、佐波郡が発足。
- 1910年3月27日 -東武鉄道伊勢崎線境町駅、剛志駅が開業。
- 1955年3月1日 - （旧）境町・采女村・剛志村・島村が合併し、境町が発足。
- 2005年1月1日 - （旧）伊勢崎市・赤堀町・東村と合併し、伊勢崎市が発足。

## 地域

### 町内の大字

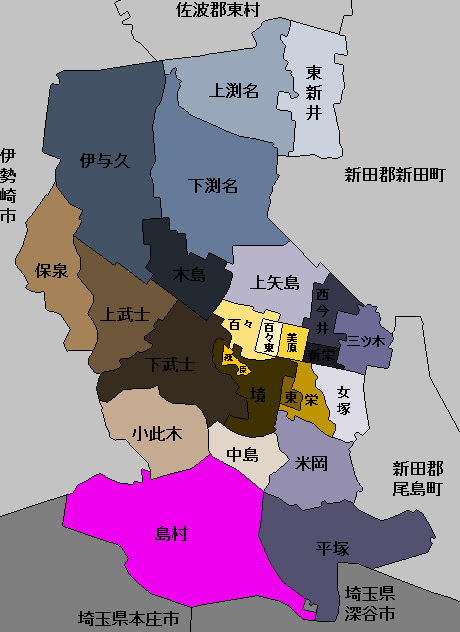

境町で使われていた大字は、下記の通り伊勢崎市が成立した際廃止され、新たに大字名の前に境がつけられた。また、大字境は「境」が重複してしまうため伊勢崎市成立後も大字の字句が取り外された以外そのままとなった。

#### 境地区
- 東（1916年（大正5年）大字境村から改称。）
- 境
- 萩原

#### 采女地区
- 伊与久
- 木島
- 下渕名
- 上渕名
- 東新井
- 美原
- 百々
- 百々東

#### 剛志地区
- 保泉
- 上武士
- 下武士
- 小此木
- 中島

#### 島村地区
- 島村

#### 東地区
- 栄
- 米岡
- 新栄
- 平塚
- 西今井
- 上矢島
- 三ツ木
- 女塚

### 教育

#### 高校
- 群馬県立境高等学校

#### 中学校
- 境町立北中学校(現・伊勢崎市立境北中学校)〔下渕名2011-1〕
- 境町立西中学校(現・伊勢崎市立境西中学校)〔下武士872-2〕
- 境町立南中学校(現・伊勢崎市立境南中学校)〔境188〕

#### 小学校
- 境町立境小学校(現・伊勢崎市立境小学校)〔大字境515〕
- 境町立采女小学校(現・伊勢崎市立境采女小学校)〔大字下渕名2020〕
- 境町立剛志小学校(現・伊勢崎市立境剛志小学校)〔大字下武士831〕
- 境町立島小学校（後の伊勢崎市立境島小学校。2016年3月廃校し、伊勢崎市立境小学校に統合）〔大字島村1968-40〕
- 境町立東小学校(現・伊勢崎市立境東小学校)〔大字米岡253-2〕

## 交通

### 道路
町域の東の端を国道17号上武道路が南北に通り、また、町のほぼ中央を国道354号が横断し、市街地でそのバイパスが枝分れする。
- 県道
  - 群馬県道2号前橋館林線
  - 群馬県道14号伊勢崎深谷線

### 鉄道
- 東武伊勢崎線
  - 剛志駅（ごうし） - 境町駅（さかいまち） （太字は特急停車駅）
- 東武徳川河岸線（1968年（昭和43年）廃止）
  - （貨）平塚河岸駅（ひらつかがし）

### 島村渡船
境町の南端、島村地区は、町の大半と利根川で隔てられているが、町域内に利根川を渡る橋が存在せず、島村渡船で結ばれている。

## 隣接していた自治体
- 群馬県
  - 伊勢崎市
  - 新田郡
    - 新田町
    - 尾島町
- 埼玉県
  - 深谷市
  - 本庄市